# Сиренко, Игорь Михайлович
Игорь Михайлович Сиренко (8 декабря 1940, Мариуполь, Сталинская область — 25 июня 2021, Москва) — российский театральный режиссёр и актёр; заслуженный артист РСФСР (1979), заслуженный деятель искусств России (2004). Основатель и художественный руководитель Московского драматического театра «Сопричастность» (1990—2021).

## Биография
Родился в Мариуполе 8 декабря 1940 года.
В 1957 году поступил в Московское цирковое училище (курс народного артиста РСФСР М. С. Местечкина, педагог — С. А. Каштелян), которое окончил с отличием.
Вскоре без сдачи экзаменов по общеобразовательным предметам и без прохождения отборочных туров он был зачислен ректором Театрального училища им. Б. В. Щукина, народным артистом СССР Б. Е. Захавой — на курс педагогов В. К. Львовой и Л. М. Шихматова.
В 1965 году Сиренко получил приглашение от художественного руководителя театра им. В. Маяковского, народного артиста СССР Н. П. Охлопкова, на сцене которого дебютировал в роли Креонта в спектакле «Царь Эдип» Софокла.
В период с 1979 по 1983 годы И. М. Сиренко — директор Московского драматического театра им. А. С. Пушкина.
В 1983 году, по направлению Комитета культуры г. Москвы, Сиренко был зачислен на Высшие режиссёрские курсы при ГИТИСе (ныне РИТИ) им. А. В. Луначарского на отделение народного артиста СССР Е. Р. Симонова, по окончании обучения на которых в 1984 году Комитетом по культуре г. Москвы был направлен в Московский драматический театр им. Н. В. Гоголя, где занял должность очередного режиссёра и вскоре был избран коллективом на должность директора.
В 1990 году при поддержке Комитета по культуре Москвы, был создан Московский драматический театр «Сопричастность», художественным руководителем которого стал И. М. Сиренко.
Скончался в Москве 25 июня 2021 года на 81-м году жизни. Похоронен 27 июня на Ваганьковском кладбище.

### Личная жизнь
Жена — народная артистка РСФСР Светлана Мизери (1933—2021).

## Награды и звания
- Орден «Знак Почёта» (1976).
- Медаль ордена «За заслуги перед Отечеством» II степени (3 ноября 2012 года) — за заслуги в развитии отечественной культуры и искусства, многолетнюю плодотворную деятельность[3].
- Медаль «В память 850-летия Москвы».
- Заслуженный артист РСФСР (28 мая 1979 года) — за заслуги в области советского театрального искусства[4].
- Заслуженный деятель искусств Российской Федерации (10 марта 2004 года) — за заслуги в области искусства[5].
- Почётная грамота Правительства Москвы (22 января 2001 года) — за большие творческие достижения в развитии театрального искусства и в связи с 60-летием со дня рождения[6].
- В 1975 и 1976 годах творческие успехи артиста были отмечены дипломами 1-й степени фестиваля «Театральная весна».
- Награждён знаком-медалью «Честь и Польза» от Благотворительного фонда «Меценаты столетия» и Почётной грамотой Международной федерации духовного единства российских городов и Академии духовного единства народов мира.
- В 2009 году коллектив Московского драматического театра «Сопричастность» под руководством И. М. Сиренко был награждён медалью «За безупречный имидж» по результатам V Интернационального конкурса «Имидж-директория 2009».

## Творчество

### Постановки
- «Кровавая свадьба» по пьесе Ф. Г. Лорки (перевод А. Гелескула и Н. Малиновской специально для Московского драматического театра «Сопричастность»; Премия Правительства Москвы в области литературы и искусства исполнительнице роли Матери — народной артистке РСФСР, лауреата Гоусдарственных премий СССР и РСФСР С. Мизери);
- «Без солнца» по пьесе М. Горького;
- «Королева-мать» по пьесе Манлио Сантанелли (2008, Диплом и «Бронзовый витязь» фестиваля «Золотой витязь»; 2011 — спектакль стал участником Международного театрального фестиваля в Неаполе (Италия);
- «Тот, кто получает пощёчины» по пьесе Л. Андреева;
- «Вишнёвый сад» по пьесе А. П. Чехова (2004, Диплом I степени Международного театрального фестиваля в Мелехово);
- «Фома Фомич созидает всеобщее счастье…» по повести Ф. М. Достоевского; инсценировка А. Кеслера (2012, Приз зрительских симпатий XVI Международного театрального фестиваля камерных спектаклей по произведениям Ф. М. Достоевского);
- «Таланты и поклонники» по пьесе А. Н. Островского; «Молчанье — золото» по пьесе П. Кальдерона (перевод Н. Ванханен специально для Московского драматического театра «Сопричастность»; первая постановка на московской сцене);
- «Белые розы, розовые слоны» по пьесе Г. Уильямса;
- «Отравленная туника» по пьесе Н. Гумилёва (первая постановка на московской сцене);
- «Лиса и виноград» по пьесе Г. Фигейреду;
- «Любовь — книга золотая» по пьесе А. Толстого;
- «Месье Амилькар» по пьесе И. Жамиака;
- «Король Лир» по пьесе У. Шекспира.

### Роли
- Лука — «Без солнца» по пьесе М. Горького;
- Фирс — «Вишнёвый сад» по пьесе А. П. Чехова;
- Фома Опискин — «Фома Фомич созидает всеобщее счастье…» по повести Ф. М. Достоевского (инсценировка А. Кеслера);
- Князь Дулебов — «Таланты и поклонники» по пьесе А. Н. Островского;
- Король Лир — «Король Лир» по пьесе У. Шекспира.